# Condado de Rowan (Kentucky)
El condado de Rowan (en inglés: Rowan County), fundado en 1856, es uno de 120 condados del estado estadounidense de Kentucky. En el año 2000, el condado tenía una población de 22,094 habitantes y una densidad poblacional de 31 personas por km². La sede del condado es Morehead.

## Geografía
Según la Oficina del Censo, el condado tiene un área total de 741 km² (286,1 mi²), de la cual 728 km² (281,1 mi²) es tierra y 13 km² (5 mi²) (1.90%) es agua.

### Condados adyacentes
- Condado de Lewis (norte)
- Condado de Carter (noreste)
- Condado de Elliott (este)
- Condado de Morgan (sur)
- Condado de Menifee (suroeste)
- Condado de Bath (oeste)
- Condado de Fleming (noroeste)

## Demografía
Según la Oficina del Censo en 2000, los ingresos medios por hogar en el condado eran de $28,055, y los ingresos medios por familia eran $34,338. Los hombres tenían unos ingresos medios de $26,777 frente a los $20,104 para las mujeres. La renta per cápita para el condado era de $13,183. Alrededor del 21.30% de la población estaban por debajo del umbral de pobreza.

## Localidades
- Lakeview Heights
- Morehead
- Clearfield
- Farmers
- Elliotville
- Haldeman
- Sharkey

## Historia
En 2015, Kimberly Jean Bailey Davis, el county clerk de Condado de Rowan, Kentucky ganaba atención internacional después de negar un pedido del corte federal requiriendo que ella da licencia de casar siguiendo Obergefell v. Hodges.